# Alfedena
Alfedena é uma comuna italiana da região dos Abruzos, província de Áquila, com cerca de 718 habitantes. Estende-se por uma área de 40 km², tendo uma densidade populacional de 18 hab/km². Faz fronteira com Barrea, Montenero Val Cocchiara (IS), Picinisco (FR), Pizzone (IS), Scontrone.

## Demografia
| Variação demográfica do município entre 1861 e 2011                               |
|                                                                                   |
| Fonte: Istituto Nazionale di Statistica (ISTAT) - Elaboração gráfica da Wikipedia |